# Musikteater
Musikteater är teater som helt eller delvis berättas, framställs, understöds eller kommenteras genom musik. Det inkluderar opera, kammaropera, operett och musikal. Det har existerat en mängd olika former ända sedan teaterns uppkomst. Motsatsen kan sägas vara talteater.

## Historia
Interaktion mellan musik och teater går åtminstone tillbaka till antiken, där rytmisk sång var stommen i all dramatisk diktning. Det grekiska dramat bestod till stor del av sjungen text, framförd både av pjäsens huvudkaraktärer och den kommenterande kören. Under medeltiden fanns musikaliska påskspel och närliggande stilar som commedia dell'arte. Skådespelare, musiker och andra former av underhållare, såsom akrobater utgjorde under denna tid en samhällsgrupp med låg status. Renässansteatern använde ofta inslag av såväl musik, som andra former av angränsande "externa" nöjestyper: akrobater, jonglörer, clowner och så vidare i sina pjäser.
Under barocken skapades operan, ursprungligen som ett försök att rekonstruera det grekiska dramat som alltså hade sjungits.  Operan kom dock att följa samtidens musikaliska språk och distansera sig från den samtida talteatern. Operans utvecklades samtidigt som musik och drama användes tillsammans i andra, i retropersektiv "teateraliska", sammanhang, som till exempel den engelska balladoperan, (en form liknande modernt spex, med lånade melodier eller det tyska sångspelet som interpolerade musik och dialog i en lättsam inramning. Opéra comique, som uppkom under slutet av 1700-talet, var en blandform av opera och talteater, som innehöll talad dialog. En efterföljare till opéra comique är den lättsamma operetten.
Musikalen, som uppkom under 1900-talet, är i sin tur en modern form av operett. Under 40-talet utvecklades den till en egen genre som fokuserade på integrationen av samtida teater, sång och dans. Sedan dess har den utvecklats i en helt egen riktning, som bland annat tagit intryck av absurd teater. Under senare hälften av 1900-talet uppstod en ökande klyfta mellan kommersiell och avantgardistisk musikal.
Operan förändrades under 1900-talet utifrån ett modernistiskt formspråk, som minskade de traditionella dramatiska funktionerna, och förde den mer mot konceptualismen.

## Närliggande former
Eftersom nästan alla typer av scenkonst på något sätt anknyter till teater eller musik finns en mängd stilar som ligger i gränslandet mellan uppträdande och faktiskt teater. Distinktioner är ofta genereliserande och mer knutna till institutioner och uppförandenormer än faktiska konstnärliga skillnader.
- Revyn är en satirisk blandform av sång, sketcher och en viss mån av teater. Den uppstod ur fransk kaféteater från början av 1800-talet och är fortfarande omåttligt populär.
- Spex är en studentikos typ av revy som utvecklades vid universiten främst i Stockholm, Uppsala och Lund under 1900-talet. Den har tagit starkt intryck av amerikanska studentrevyer vid universitet som Harvard och Yale i New York.
- Varieté eller Music hall (egentligen den engelska respektive franska formen) är en form av kavalkad av olika typer av scenframträdanden, ibland förenade av ett tema eller en ramhandling. Den har påverkat många moderna tv-program, ofta i kombination med tävlingar, galor och prisutdelningar.

## Källhänvisningar
1. ↑  "musikteater". NE.se. Läst 30 december 2014.